# Paris-St-Lazare
Paris-St-Lazare (česky Paříž svatý Lazar) je železniční stanice v Paříži. Hlavová stanice se nachází v 8. obvodu mezi ulicemi Rue de Rome a Rue d'Amsterdam. Nádražní budova je zapsána na seznamu historických památek. Nádraží slouží především pro příměstskou osobní dopravu v regionu Île-de-France a se svými více než 100 milióny cestujících ročně je druhým nejrušnějším nádražím v Paříži i ve Francii (po nádraží Gare de Paris-Nord).

## Historie
První pařížské nádraží, konečná stanice trati do Saint Germain, bylo zprovozněno 26. srpna 1837 pod názvem Embarcadère de l'Ouest (Západní nástupiště). Byla zde provizorní dřevěná budova, která byla v roce 1841 nahrazena zděnou stavbou. Ovšem už v letech 1842–1853 byla postavena dnešní nádražní budova podle plánů architekta Alfreda Armanda a inženýra Eugèna Flachata podél ulice Rue Saint-Lazare, po které je pojmenováno. Roku 1867 bylo opět rozšířeno a jeho otevření se zúčastnil i rakouský císař a ruský car. V letech 1885–1889 bylo rozšířeno do dnešní podoby a otevřeno u příležitosti světové výstavy. Architektem přestavby byl Juste Lisch.
Roku 1930 byl otevřen prostorný vestibul a od 30. let byly zdejší trati postupně elektrizovány, nejprve napětím 750 V DC s třetí kolejí, později 25 kV AC s trolejí.
V letech 1972, 1979 a 1989 byla část příměstské dopravy převedena na linku RER A na novém podzemním nádraží Auber, otevřeném asi 500 metrů jihovýchodně od nádraží, a Saint-Lazare ztratil značnou část cestujících.

## Rozvoj
Přesto po roce 2000 začal provoz opět sílit a zanedbané nádraží muselo v letech 2003-2012 projít velkou rekonstrukcí s cílem zvýšit kapacitu nádraží až na 450 000 cestujících denně, takže by se stanice ocitla na druhém místě v Evropě po Paris-Nord. Náklady byly odhadnuty na 164 milionů eur, z čehož 63 miliónů investovala SNCF. Technicky velmi náročný projekt se musel uskutečnit bez přerušení provozu a zahrnul i rekonstrukci vestibulu, kde vzniklo podzemní nákupní středisko.

## Spojení
Nástupiště 1 až 17 slouží příměstské dopravě, nástupiště 18 až 27 dopravě dálkové. Dálkové spoje zajišťují vlaky:
- Intercités Normandie (Cherbourg-Octeville, Caen, Évreux, Lisieux, Saint-Lô, Trouville-Deauville, Le Havre, Rouen, Mantes-la-Jolie, Vernon, Dieppe)
- TER Haute-Normandie (Mantes-la-Jolie, Rouen, Serquigny, Évreux)

Regionální spoje zajišťují linky Transilien L a J.
Na stejnojmenné stanici je možné přestoupit na linky pařížského metra 3, 12, 13, a 14. Podzemní chodbou se lze dostat na stanici Saint-Augustin, kde je linka 9. Na podzemní stanici Haussmann – Saint Lazare je možné přestoupit na linku RER E. Asi 500 m jihozápadně od nádraží je nové podzemní nádraží Gare Auber linky RER A, která patří k nejvytíženějším v celé síti.

## Zajímavosti
V blízkosti nádraží bydlelo v 19. století několik impresionistických malířů a Édouard Manet, Claude Monet a další namalovali řadu obrazů s motivem nádraží.